# مجلس الخدمة العسكرية
مجلس الخدمة العسكرية أو رسميا نظام مجلس الخدمة العسكرية هو أعلى تنظيم عسكري تقع عليه مسؤولية توجيه وإدارة شؤون الخدمة العسكرية في المملكة العربية السعودية. ويرأس هذا المجلس رئيس مجلس الوزراء، وهو نظام يعنى بتخطيط شؤون خدمة العسكريين في جميع القطاعات العسكرية السعودية؛ وذلك بهدف تنظيمها وتحديد اختصاصاتها، والإشراف عليها بما يحقق تطور مستوى الخدمة والإقبال عليها، ورفع الكفاية الإنتاجية للعاملين فيها. ويضم المجلس في عضويته ممثلين عن كافة الجهات الحكومية ذات العلاقة.